# Poz Bruk
Poz Bruk (również Pozbruk) – polskie przedsiębiorstwo działające w branżach: budowlanej, deweloperskiej, transportowej, logistycznej, spożywczej, ogrodniczej i wydobywczej. Firma jest podmiotem dominującym grupy kapitałowej Poz Bruk. Jej właścicielem jest Tomasz Nowicki.

## Historia
Firma powstała w 1985 roku jako niewielka rodzinna betoniarnia. Początkowo zajmowała się produkcją bloczków fundamentowych i rur betonowych. W 1990 roku przedsiębiorstwo wdrożyło produkcję betonowej kostki brukowej. W tym celu stworzyło od podstaw zautomatyzowany zakład produkcyjny w Janikowie. Systematycznie poszerzał się też asortyment sprzedawanych produktów o nowe wzory, grubości i kolory. W ciągu kilku lat firma stała się wiodącym producentem betonowej kostki brukowej w Polsce. W związku z rozwojem przedsiębiorstwa oraz popytu na kostkę brukową w latach 1997–2002 zostały otwarte nowe zakłady produkcyjne kostki brukowej i prefabrykatów betonowych w: Sobocie, Kaliszu, Teolinie i Szczecinie.
W 1998 roku spółka nabyła majątek Przedsiębiorstwa Budownictwa Wodnego w Poznaniu oraz porty rzeczne w Gorzowie Wielkopolskim i na poznańskiej Starołęce. Od 2001 roku uruchomiła regularne towarowe przewozy śródlądowe na trasie Poznań – Szczecin. Na posiadanym terenie w Gorzowie Wielkopolskim planowała otworzyć nowy zakład produkcyjny obsługiwany transportem wodnym. W 2007 roku sprzedała jednak port rzeczny w Gorzowie Wielkopolskim władzom samorządowym, a otworzyła w mieście jedynie skład budowlany.
Przedsiębiorstwo od 2005 roku inwestuje swoje działania w nowe produkty dekoracyjne premium. Pierwszym takim produktem były płyty posadzkowe i elewacyjne z linii PRESSTONE, której asortyment wyrobów stale się powiększa. Kolejnym krokiem było wprowadzenie w 2012 roku kolekcji architektury ogrodowej GARDEO oraz dwa lata później systemów okładzin elewacyjnych LARGO i THI. W 2018 roku firma wprowadziła na rynek nową markę SCALAMID – płyty wielkoformatowe z włókno-cementu. Produkt zyskuje na popularności dzięki posiadaniu klasy ogniowej A1, klasie AC5 (brak uszkodzeń i odprysków). Szczególną nowością jest to, że SCALAMID używa się zarówno wewnątrz, jak i na zewnątrz budynku, zarówno na podłogach, jak i na ścianach. Firma wprowadza również rozwiązania umieszczania produktów na meble np. jako blaty stołów lub szafek kuchennych.
W 2007 roku Poz Bruk rozpoczął w działalność logistyczną uruchamiając centrum przeładunkowo-magazynowe Pos-Logis w Poznaniu. W 2009 roku zostało otwarte należące do spółki poznańskie centrum handlowo-usługowo-mieszkalne Green Point, a w 2010 roku w zespół kortów tenisowych CTS w Sobocie. W latach 2008–2009 Poz Bruk podjął samodzielną działalność górniczą otwierając kopalnie piasku i żwiru w Prusimiu, Turku i Pieńsku.
W 2011 roku firma Poz Bruk nabyła zakłady przetwórstwa owocowo-warzywnego Pomona w Międzychodzie. W tym samym roku rozpoczęła działalność jako towarowy przewoźnik kolejowy (pociąg towarowy Pozbruk Connect).
W rankingu najcenniejszych polskich przedsiębiorstw Instytutu Europejskiego Biznesu wartość rynkowa spółki została w 2020 r. wyceniona na 353 mln zł.